# Février 1807

## Événements

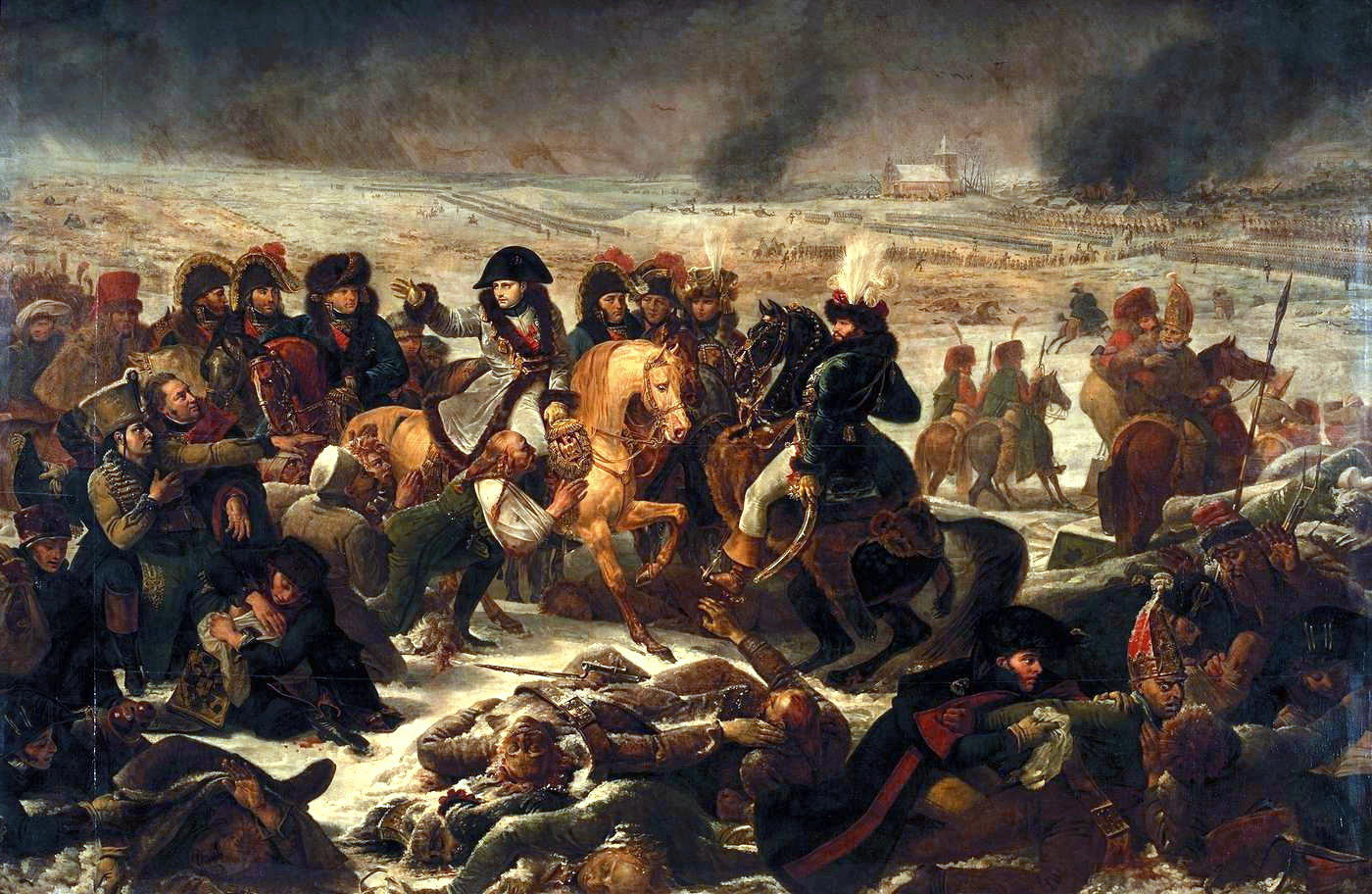
8 février : Napoléon à Eylau par Antoine-Jean Gros

- 2 février : les Britanniques s’emparent de Montevideo. Ils occupent la ville jusqu’en septembre. En juillet, ils tentent sans succès de prendre Buenos Aires[1].

- 8 février : victoire indécise de Napoléon à la bataille d'Eylau, contre les forces russo-prussiennes, qui battent en retraite[2].

- 16 février : combat d'Ostrolenka[3].

## Naissances
- 18 février : Józef Szafranek (mort en 1874), homme politique polonais
- 26 février : 
  - Théophile-Jules Pelouze (mort en 1867), chimiste français.
  - Emma Leroux de Lincy, artiste peintre française († 2 avril 1879)

## Décès
- 5 février : Pascal Paoli, patriote et Chef d'État corse (° 5 avril 1725).